# 姊姊 妳太美了 (Replay)
《姐姐真漂亮 (Replay)》是南韓男子组合SHINee的出道迷你專輯，於2008年5月23日正式發售。這張迷你專輯首日在韓國音樂榜登上第十名，並且飆升到第八名，2008年上半年的總銷量為17,957張。其中歌曲《姐姐真漂亮(Replay)》為SHINee的出道單曲。

## 專輯簡介
SM娛樂的全新組合SHINee的首張迷你專輯，於2008年5月22日公開SHINee的第一支MV後，同時SHINee的第一張迷你專輯也於同月23日販售。專輯為韓國舞曲風格，定位為Contemporary Band，立志成為音樂、舞蹈和時裝等不同界別的潮流先驅。就讓SHINee以時尚的音樂和帥氣的舞蹈，引領你進走入全新的音樂國度。
由溫流、鐘鉉、Key、珉豪和泰民五位當然年齡由14至18歲的國高中生組成的現代樂團，SHINee為原創詞，意指被光芒照耀的人。所謂現代樂團的音樂、舞蹈、流行，所有部份都是以現代社會的傾向而推出代表性的團體。 
SHINee的團名是由「Shine」名詞型，語尾再加上「ee」組合而成的新名詞，具有”獲得光芒的人”的決心意義。這個光，就是獲得媒體注目(鎂光燈)的人，懷抱著以追求多樣的音樂，吸引不同年齡層的歌迷的抱負。特別的是，SHINee中的成員泰民，才滿14歲的中學生年齡，就擁有連專家們也驚訝的舞蹈實力。19日，SHINee通過官方網站、SMTOWN網站和DAUM的TVPOT網站，首次公開影片先和大家見面 。

## 概要
- 「姐姐真漂亮 (Replay)」是SHINee於正式出道的第一張單曲。
- 「姐姐真漂亮 (Replay)」的MV是由當時還沒出道的f(x)Victoria出演。

## 曲目列表
| 曲序 | 曲目                               |                                       | 作曲                                           | 时长 |
| ---- | ---------------------------------- | ------------------------------------- | ---------------------------------------------- | ---- |
| 1.   | 누난 너무 예뻐 (Replay)            | Young H. Kim (Xperimental Production) | Jason Pennock, Tchaka Diallo, Jack Kugell      | 3:35 |
| 2.   | In My Room                         | Young H. Kim (Xperimental Production) | Kater D, Kim Tae Sung (Xperimental Production) | 4:47 |
| 3.   | Real                               | Kim Jung Bae                          | Kenzie                                         | 3:33 |
| 4.   | 사.계.한 (Love Should Go On)       | Lee Yun Jae                           | Lee Yun Jae                                    | 3:07 |
| 5.   | 누난 너무 예뻐 (Replay_Boom Track) | Young H. Kim (Xperimental Production) | Jason Pennock, Tchaka Diallo, Jack Kugell      | 4:28 |

## 外部連結
- Official website（页面存档备份，存于）